# Jaguar
 For alternative betydninger, se Jaguar (flertydig). (Se også artikler, som begynder med Jaguar)
Jaguaren (Panthera onca) er en af de store katte i kattefamilien. Den lever i Syd- og Mellemamerika og er tæt beslægtet med løven, tigeren og leoparden. Jaguaren er det største kattedyr i Amerika.

## Beskrivelse
En jaguar kan blive 1,1-1,9 meter lang, 70 cm høj til skulderen med en vægt på omtrent 55-110 kg. Den har den stærkeste kæbestruktur af alle kattedyr, og kan løbe op til 80 km/t. Den er i stand til at bide igennem flodskildpadders tykke skjold. I modsætning til de andre store katte, dræber jaguaren sit bytte med et bid gennem kraniet.
Deres levesteder varierer fra regnskove i Syd- og Mellemlamerika til mere åbent land, mens de sjældent ses i bjergrige områder. De er kendt for deres gode svømme- og klatreegenskaber og foretrækker ofte at leve ved floder og sumpe.

## Jaguaren som mytologisk væsen
Ligesom andre kattedyr, har jaguaren en central plads i indiansk religion, hvor den forbindes med både ild og vand, og derfor regnes den både som ødelæggende og frugtbarhedsgivende.
Mest omfattende og betydningsfuld er dog formentlig myten om Jaguarmennesket, som blev dannet af olmekerne, der levede i og omkring den sydlige del af den Mexicanske Golf (i dag områderne Istmo de Tehuantepec, La Venta og Tres Zapotes). Det ejendommelige ved myten er at den bredte sig til stammer som aztekerne, mixtekerne, zapotekerne og mayaerne hvor jaguaren faktisk kun har levet og lever i det sidstnævnte område.
Det er endvidere påfaldende, at den olmekiske mytiske jaguar-skikkelse dukker op igen i flere af de senere højkulturer hos andre folkegrupper. Det drejer sig ganske vist til dels om geografiske egne, hvor der lever aldeles virkelige jaguarer. Så at dens inddragelse i ritualer og myter ikke behøver at skyldes en fjern tids olmekiske forestillinger. Men et ganske bestemt træk viser, at der er en sammenhæng. Hos olmekerne var jaguaren og den mytiske menneske-jaguar, forbundet med forestillinger om vand og regn, hvad der religionshistorisk set er en højst usædvanlig forbindelse.